# Qaqaluit Island
Qaqaluit Island – niezamieszkana wyspa w Cieśninie Davisa, w Archipelagu Arktycznym, w regionie Qikiqtaaluk, na terytorium Nunavut, w Kanadzie. W pobliżu Qaqaluit Island znajdują się wyspy: Padloping Island (14 km), Paugnang Island (19,5 km), Block Island (21,2 km) i Durban Island (21,5 km).